# Parafia św. Klemensa w Lgocie Wielkiej
Parafia Świętego Klemensa w Lgocie Wielkiej – parafia rzymskokatolicka w Lgocie Wielkiej. Należy do Dekanatu Sulmierzyce archidiecezji częstochowskiej. Została utworzona w XIV wieku. Parafię prowadzą księża diecezjalni.